# Garches

Garches este o comună în departamentul Hauts-de-Seine, Franța. În 2009 avea o populație de 18,291 de locuitori.

## Spital
- Hôpital Ambroise-Paré